# Galeandra batemanii
Galeandra batemanii är en orkidéart som beskrevs av Robert Allen Rolfe. Galeandra batemanii ingår i släktet Galeandra och familjen orkidéer. Inga underarter finns listade i Catalogue of Life.

## Bildgalleri

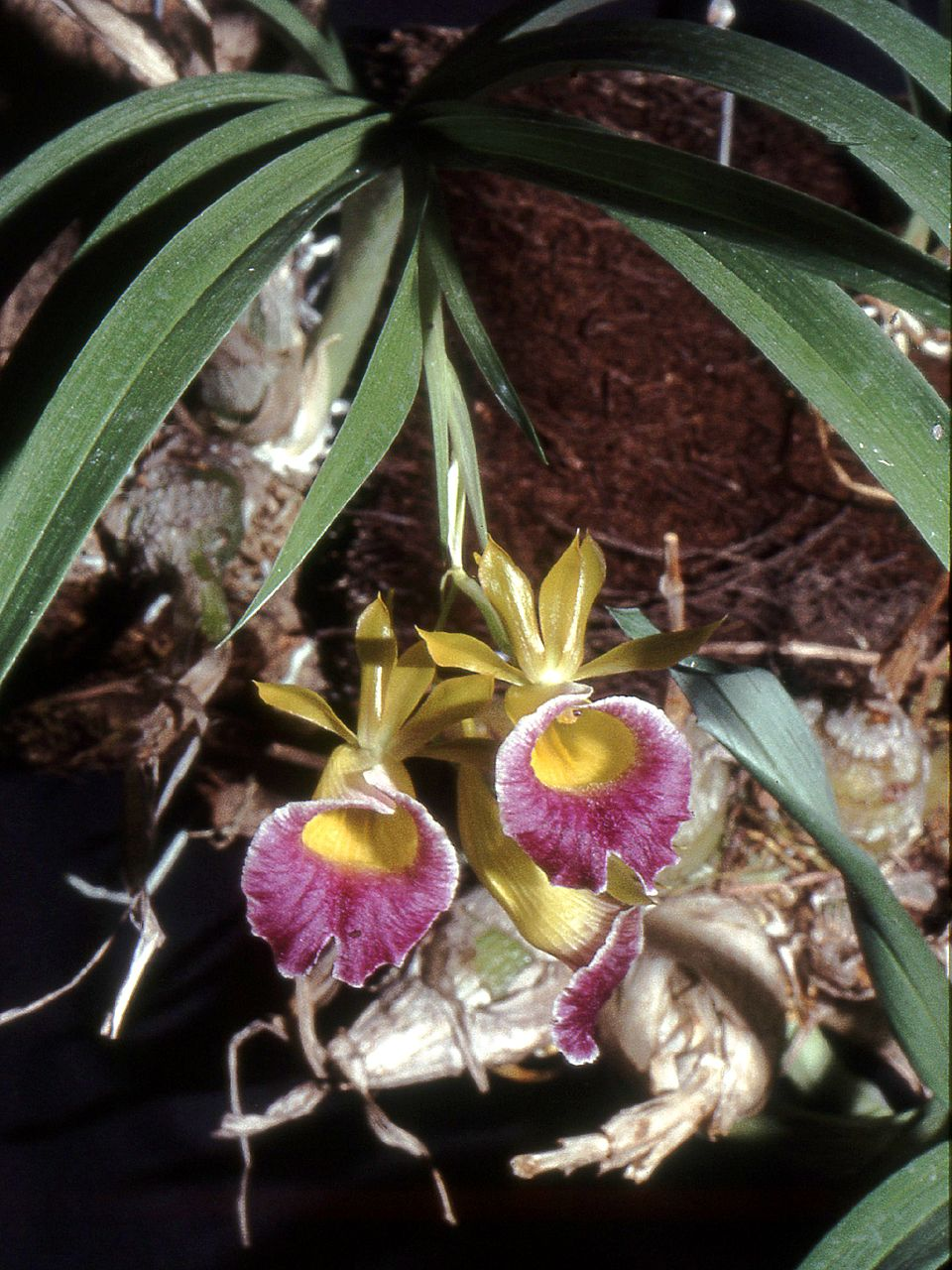
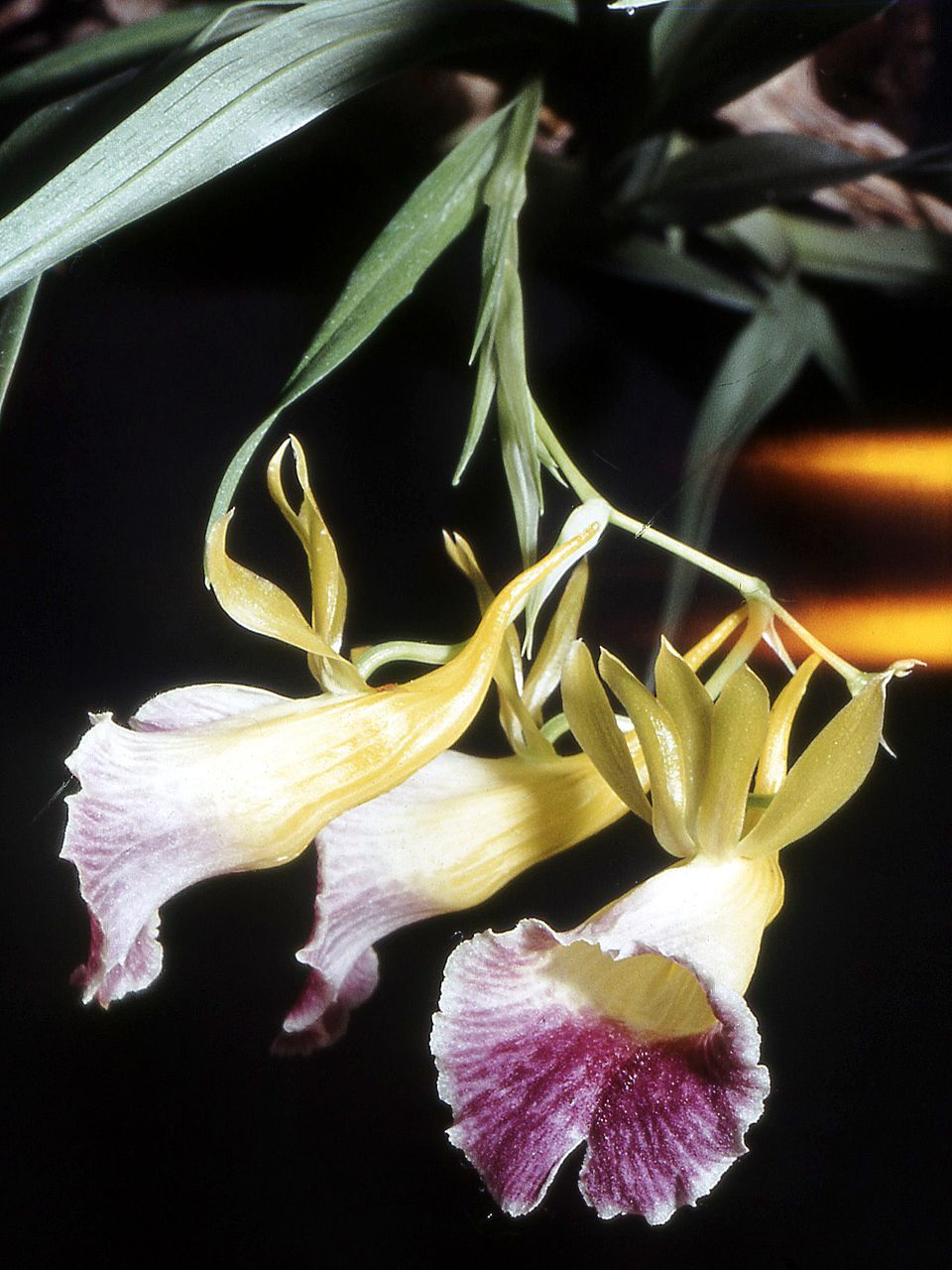
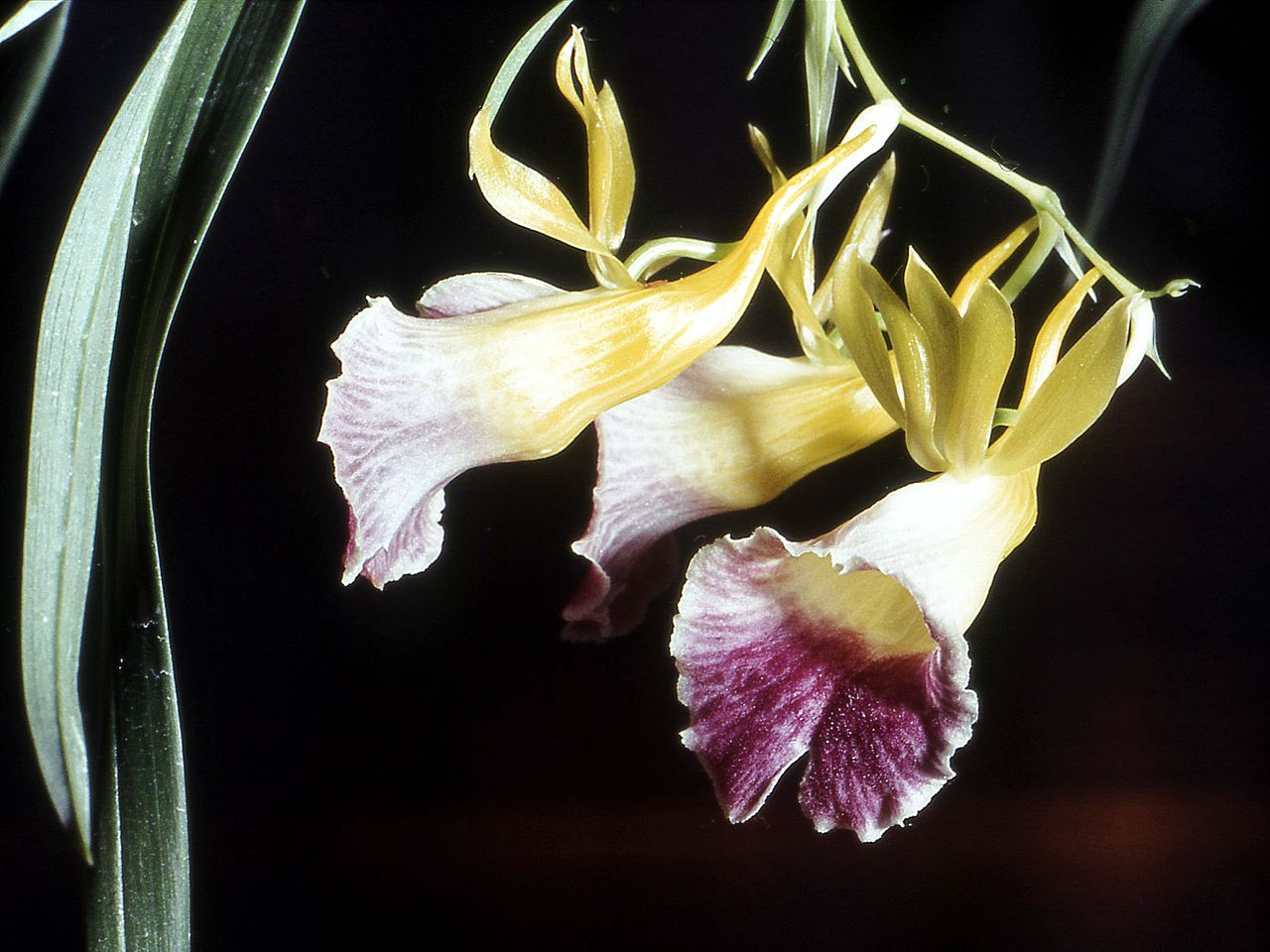